# Skiss

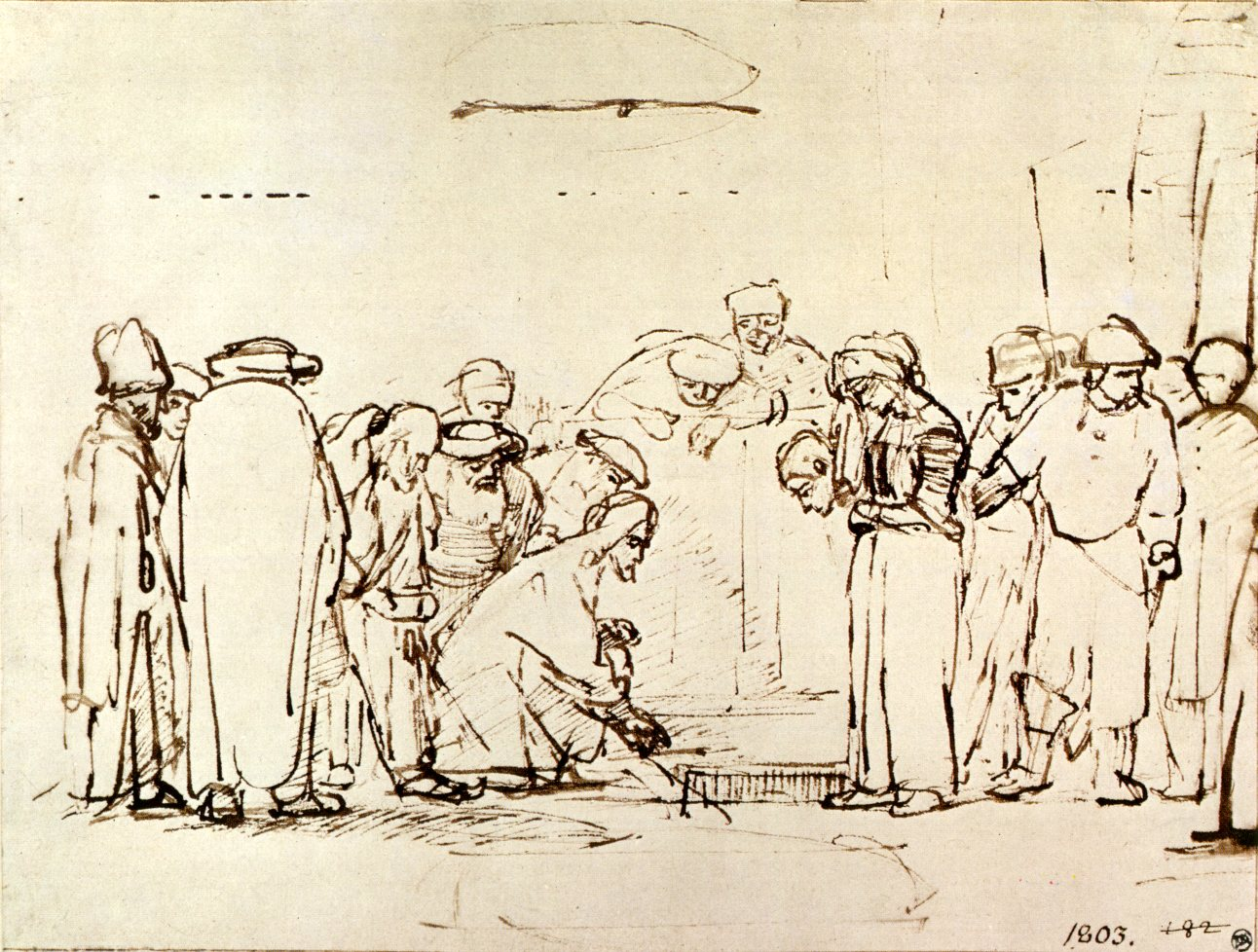
Jesus och äktenskapsbryterskan. Teckning av Rembrandt.

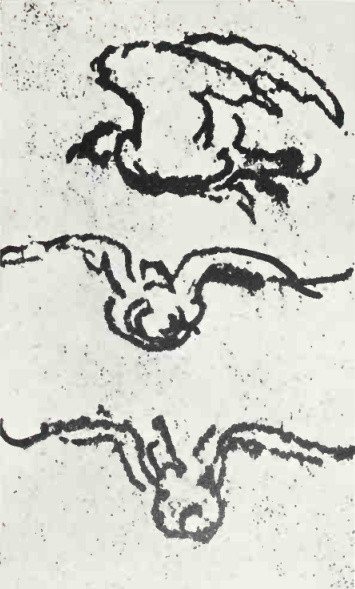
Skiss av Leonardo da Vinci.

Skiss (klassisk grekiska: σχέδιος, schedios, "hastigt gjord", "nonchalant", av σχεδιάζω, schediazo, "att göra något på rak arm", italienska: schizzo)  är inom arkitektur en illustration.
En skiss är ett utkast, en snabb och schematisk återgivning i bild eller ord. Termen skiss användes ursprungligen med avsikt på främst bildframställning. Skiss används företrädesvis inom bildkonst för snabb teckning och arkitektur som term på en förberedande ritning.
Termen användes från början om något som inte avsågs vara ett färdigt verk, men har under tiden fått ändrad innebörd.
Skiss används också som en form av kommunikation inom områden av produktdesign som industridesign. Det kan användas för att kommunicera designavsikter och används mest i idéer. Den kan användas för att kartlägga planritningar av bostäder.